# Emil Miřička
Emil Miřička (31. ledna 1866 Jičín – 13. října 1953 Praha) byl český právník, bankéř a podnikatel, dlouholetý funkcionář Českého klubu automobilistů, později Autoklubu Republiky československé, se sídlem v Praze. Byl významnou postavou a průkopníkem automobilismu v českých zemích.

## Život

### Mládí
Narodil se v Jičíně do rodiny státního zástupce Augusta Miřičky a jeho manželky Hedviky, roz. Štádlerové. Pokřtěn byl jmény Emil Jan Nepomucký. Vystudoval gymnázium v Jičíně a pražskou právnickou fakultu, kde získal titul doktora práv. Jeho bratr August se stal rovněž právníkem a posléze působil ve funkci děkana Právnické fakulty Univerzity Karlovy, bratr Václav byl poštovním ředitelem, bratr Hugo byl plukovníkem armády.

### Český klub automobilistů
Ve své pracovní praxi se Emil Miřička zabýval bankovnictvím, v pozdějších letech své kariéry se stal ředitelem c. k. privilegované banky pro země rakouské v Praze (tzv. Länderbanka).

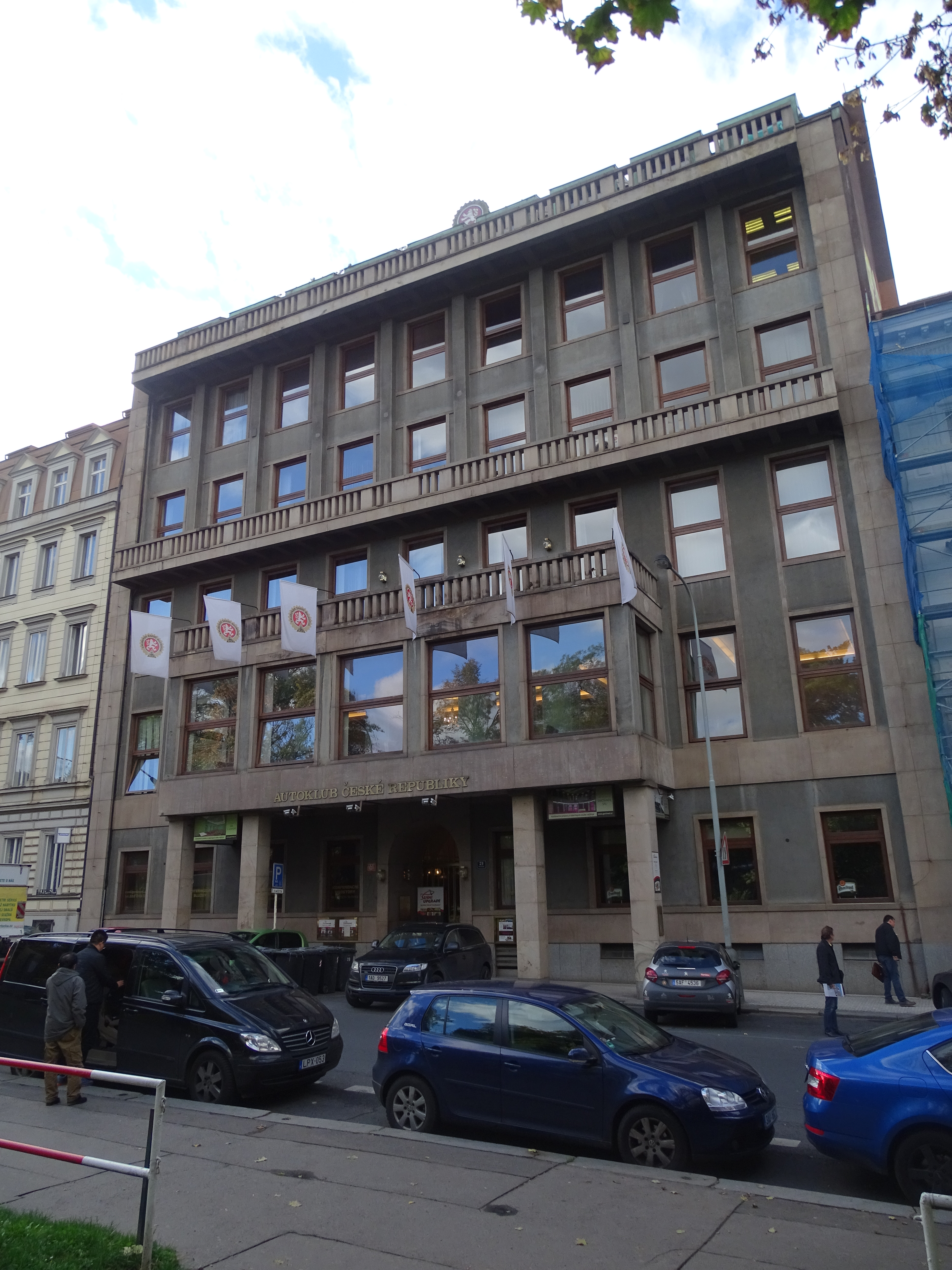
Sídlo ARČ v ulic Jana Opletala podle návrhu architekta Pavla Janáka z roku 1929

Již od mládí jej přitahoval rozvíjející se obor motorismu a automobilismu. V únoru 1904 se podílel na založení motocyklového Českého klubu motocyklistů. Na první valné hromadě klubu, kde byl zvolen prvním předsedou, se mimo jiné členové klubu rozhodli zakládat síť míst s možností dokoupení pohonných hmot, ze kterých se posléze stala síť čerpacích stanic. Jen několik měsíců poté došlo, především díky iniciativě Josefa Rosenberga na Žofíně k založení Českého klubu automobilistů, jehož se Rosenberg stal předsedou a Miřička zasedl do funkce 1. místopředsedy. V klubu byla sdružena řada průkopníků motorismu v českých zemích, včetně Václava Klementa, klub se rovněž podílel na organizaci prvních motoristických závodů. Roku 1907 se stal členem správní rady automobilového závodu u Laurin & Klement v Mladé Boleslavi, po jeho přeměně na akciovou společnost.
Po vzniku samostatného Československa se klub přejmenoval na Československý klub automobilistů, roku 1922 pak na Autoklub Republiky československé (ARČ).
Ve funkci místopředsedy Miřička figuroval od počátku založení klubu, v letech 1926 až 1933 se pak stal jeho předsedou, ve funkci nahradil předčasně zesnulého Otakara Kukulu. V jeho čele se zasadil především o výstavbu nového sídla klubu v pozdější ulici Jana Opletala u Vrchlického sadů na Novém Městě podle návrhu architekta Pavla Janáka dokončené roku 1929.

### Úmrtí
Zemřel roku 1953 v Praze ve věku 87 let. Byl pohřben spolu se svým bratrem Augustem v rodinné hrobce na Olšanských hřbitovech.